# 세네츠

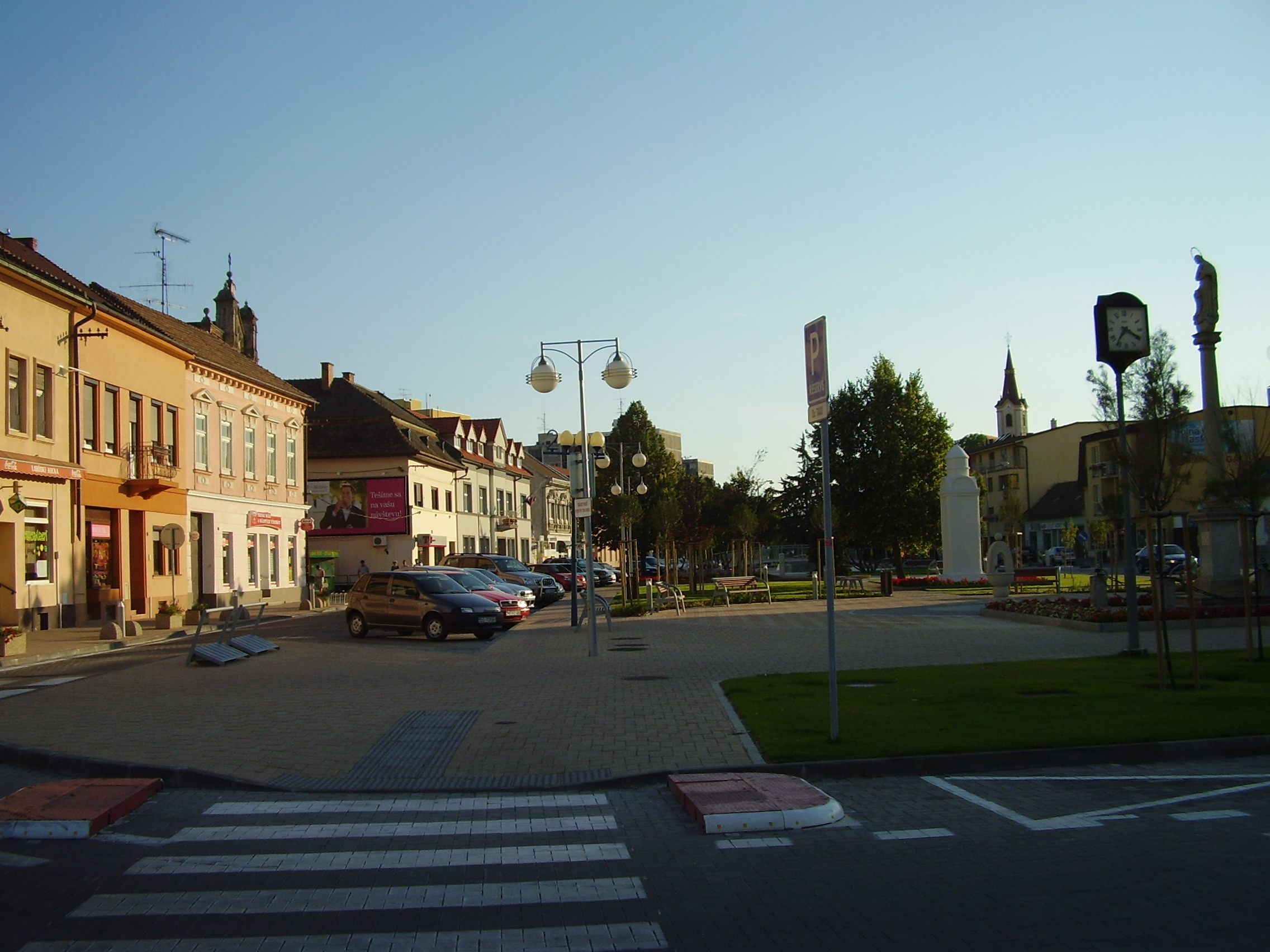
세네츠

세네츠(슬로바키아어: Senec)는 슬로바키아 남서부 브라티슬라바 주에 위치한 도시로 면적은 38.714km2, 높이는 137m, 인구는 15,542명(2006년 기준), 인구 밀도는 401명/km2이다. 오스트리아 국경에서 27km, 헝가리 국경에서 28km 정도 떨어진 곳에 위치하며 오스트리아 빈에서 90km, 헝가리 부다페스트에서 230km, 체코 프라하에서 350km 정도 떨어진 곳에 위치한다.